# Praterie e macchie xerofile masai
Le Praterie e macchie xerofile masai sono una ecoregione terrestre della ecozona afrotropicale appartenente al bioma dei Deserti e macchia xerofila (codice ecoregione: AT1313) che si sviluppa per circa 101.000 km2 nell'Africa orientale.
Lo stato di conservazione è considerato vulnerabile.

## Territorio
La regione si sviluppa quasi interamente nel Kenya settentrionale e su limitate parti dell'Etiopia meridionale. Il territorio comprende e est l'area intorno al lago Turkana e il delta del fiume Omo, da cui si sviluppa in direzione sud-ovest incuneandosi fra la regione della Boscaglia e macchia di Acacia-Commiphora somala a est e la regione Boscaglia e macchia di Acacia-Commiphora settentrionale a ovest, comprendendo il deserto del Chalbi e il deserto Dida Galgalu. La topografia è prevalentemente leggermente ondulata tra 200 e 700 m. di altezza. Il Monte Kulal e il Monte Marsabit salgono ad altitudini più elevate ma sono collocati in altre ecoregioni.
Il clima è caldo e secco per gran parte dell'anno, con temperature massime medie intorno ai 30 °C e temperature minime medie tra 18 °C e 21 °C. Vi è una breve stagione umida tra marzo e giugno. Le precipitazioni medie annue sono comprese tra 200 e 400 mm.

## Flora
L'ecoregione fa parte del centro regionale di endemismo Somalo-Masai, con la vegetazione mappata come "prateria e arbusti semidesertici somalo-masai". In anni di piogge intense, si sviluppano ampie aree di praterie semidesertiche dominate da  Aristida adscensionis e Aristida mutabilis che durante i periodi di siccità possono essere assenti, a volte anche per molti anni. I successivi tipi di vegetazione più estesi sono gli arbusti nani, dominati da Duosperma eremophilum su terreni umidi e Indigofera spinosa su dune stabilizzate. La riva del lago Turkana è prevalentemente rocciosa o sabbiosa, con poca vegetazione acquatica, e intorno al lago ci sono pianure erbose su cui predominano le palme doum (Hyphaene thebaica).

## Fauna

Oryx beisa

L'ecoregione è moderatamente ricca di specie, ma ha un basso livello di endemismo. Gli unici animali endemici rigorosi sono specie acquatiche che vivono nelle zone umide intorno al lago Turkana. Ci sono due specie di rospi (Bufo chappuisi, Bufo turkanae), una rana (Phrynobatrachus zavattarii) e una tartaruga del fango (Pelusios broadleyi).
La fauna di mammiferi comprende zebra di Burchell (Equus burchelli), zebra di Grevy (Equus grevyi), orice beisa (Oryx beisa), gazzella di Grant (Gazella granti),  damalisco comune (Damaliscus lunatus), leone (Panthera leo) e ghepardo (Acinonyx jubatus). Queste specie si trovano tutte nel Parco nazionale di Sibiloi. Altri mammiferi includono il leopardo (Panthera pardus), la giraffa reticolata (Giraffa reticulata) e l'elefante (Loxodonta africana). Tra i piccoli mammiferi c'è anche un gerbillo quasi endemico, Gerbillus pulvinatus.
Per quanto riguarda gli uccelli, il deserto di Dida Galgalu supporta due uccelli endemici: l'allodola del Marsabit (Mirafra williamsi) e la calandrella mascherata (Spizocorys personata). Anche il lago Turkana ha oltre 350 specie di uccelli acquatici e terrestri ed è anche un importante passaggio aereo per gli uccelli migratori, tra cui una grande comunità di gambecchio comune (Calidris minuta).

## Conservazione
La maggior parte degli habitat di questa ecoregione è stata degradata dal forte pascolo di bestiame domestico. Le principali minacce alle risorse naturali sono i rapidi aumenti delle popolazioni umane e di bestiame che hanno causato l'eccessivo pascolo eccessivo e l'erosione del suolo, in particolare nel nord e hanno portato alla minaccia della desertificazione. Un altro pericolo viene dal bracconaggio particolarmente diffuso lungo il confine keniota-etiope. 
Un'area relativamente piccola di habitat di buona qualità rimane nelle poche aree protette: il Parco nazionale di Sibiloi sul bordo nord-orientale del lago Turkana, e la riserva della biosfera di Kulal.